# L'Associé (film, 1979)
Pour les articles homonymes, voir L'Associé.
Pour plus de détails, voir Fiche technique et Distribution.
L'Associé est un film français réalisé par René Gainville et sorti en 1979.
Ce film a également fait l'objet d'un remake américain sorti en 1996 sous le nom de The Associate, avec entre autres Whoopi Goldberg et Dianne Wiest.

## Synopsis
Après avoir été licencié de l'agence de publicité où il travaillait, Julien Pardot décide d'ouvrir un cabinet de conseils financiers.
Les affaires ne démarrent pas jusqu'au jour où il s'invente un associé, Walter C. Davis. À la suite de bons placements boursiers, les clients affluent et veulent tous traiter avec Davis qui devient en peu de temps une figure respectée et influente voire omnipotente du milieu bancaire et financier.
Devenu trop encombrant à son goût et auprès de sa propre femme, Julien décide de faire disparaître son « associé ». À l'annonce de la disparition de Davis, Julien est abandonné par ses clients et une crise financière se produit.

## Fiche technique
- Titre : L'Associé
- Réalisation : René Gainville
- Scénario et adaptation : Jean-Claude Carrière et René Gainville, d'après le roman El socio de Janero Prieto
- Dialogues : Jean-Claude Carrière
- Production : Magyar Productions - Maran Film - FR3
- Photographie : Etienne Szabo
- Musique : Mort Shuman et Michel Bernholc
- Montage : Raymonde Guyot
- Producteur exécutif : Simone Allouche
- Directeur de production : Alain Darbon
- Pays de production :  France -  Hongrie -  Allemagne de l'Ouest
- Format : 1.66 - Couleur - Mono - 35 mm
- Genre : Comédie
- Durée : 94 minutes
- Date de sortie : 22 août 1979
- Visa d'exploitation : 49576
- Affiche : René Ferracci (France)

## Distribution
- Michel Serrault : Julien Pardot
- Claudine Auger : Agnès Pardot
- Catherine Alric : Alice Duphorin
- Daniel Prévost : Zephir
- Judith Magre : Mme Brezol
- Henri Virlogeux : Urioste
- Jean Martin : Bastias
- Bernard Haller : Hellzer
- Jacques Legras : l'inspecteur Pernais
- Marco Perrin : Vauban
- Mathieu Carrière (doublé par Francis Perrin) : Louis, le collègue de Julien
- Vadim Glowna (doublé par Pierre Mondy) : Marc Duphorin
- Fabrice Josso : Thierry Pardot
- Astrid Frank : Marie-Claude Hellzer
- Dominique Zardi : le portier du ministère
- Nathalie Courval : la femme au bébé
- Jacques Dynam : Mathivet
- Jean-Pierre Coffe : l'employé du muséum d'histoire naturelle
- Jean Leuvrais : Armand, le directeur
- Patrice Laffont : un présentateur TV
- Christian Morin : l'animateur radio sur "Europe 1"
- Jean-Claude Carrière : un homme à la lecture du testament
- Jean Degrave : André, le ministre de l'économie
- Olga Valery : la dame aux bijoux
- Lionel Vitrant : un agent de la sécurité d'Hellzer
- Patrick Gobert : le second agent de la sécurité d'Hellzer
- Béatrice Radian
- René Alié
- Jacques Galland
- Florence Brunold

## Autour du film
- On note dans ce film les insolites présences de Jean-Pierre Coffe (le naturaliste chez qui Michel Serrault achète un squelette), de Christian Morin (le journaliste d'Europe 1) et de Patrice Laffont l'animateur de télévision.
- La voix de Louis, le collègue de Julien Pardot, est doublée par Francis Perrin, celle de Marc Duphorin est doublée par Pierre Mondy
- La scène du squelette renferme une énorme erreur de scénario, Serrault glisse les faux papiers d'identité dans les côtes du faux Monsieur Davis, afin qu'on puisse l'identifier puis il met le feu.

## remake américain
Ce film a également fait l'objet d'un remake américain sorti en 1996 sous le nom de The Associate, avec entre autres Whoopi Goldberg et Dianne Wiest.